# Per sempre (canção)
Per sempre (Para sempre) é uma canção de Nina Zilli, lançado em 2012 como o primeiro single de seu segundo álbum de estúdio, L'amore è femmina.
A música concorreu no "Big Artistas" do Festival de Sanremo de 2012.  Durante o concurso, Zilli também foi escolhida por um júri específico para representar a Itália no Festival Eurovisão da Canção 2012.

## Charts
| Chart (2012)  | Melhor posição |
| ------------- | -------------- |
| Itália (FIMI) | 5              |